# Georg Antretter
Georg Antretter (* 18. November 1963 in Brannenburg) ist ein deutscher Dokumentarfilmer, Drehbuchautor und Regisseur.

## Werk
Georg Antretter ist seit 1995 als freier Mitarbeiter beim Bayerischen Rundfunk tätig. Er ist im Chiemgau, in München und in Salzburg zu Hause. Beruflich setzt er sich häufig mit Persönlichkeiten aus Bayern und ihrem Schaffen auseinander. Anlässlich des 250. Geburtstags des Müllner Peters von Sachrang (1766–1843) zeichnete Antretter 2016 die wichtigsten Etappen im Leben dieses Universalgelehrten aus dem 18. Jahrhundert nach. Als ehemaliger Schüler des Ludwig-Thoma-Gymnasiums in Prien am Chiemsee behandelte Antretter 2017 den Schriftsteller Ludwig Thoma (1867–1921) im Rahmen eines Beitrags für den Bayerischen Rundfunk. Im Auftrag des Heimat- und Geschichtsvereins Aschau führte Antretter 1991/92 Regie zu „Löwe frisst Gams“, einem Dokumentarfilm zur Übernahme der Schlossbrauerei Hohenaschau durch die Löwenbräu AG.
Georg Antretter ist Autor verschiedener Fachschriften, darunter  „Der Fanderl-Strick: Einführung und Verbreitung eines Trachtenattributs in unserer Zeit“. Der Fanderl-Strick ist benannt nach seinem Gestalter, dem Liedersammler und Musiker Wastl Fanderl (1915–1991).

## Filmografie (Auswahl)
- Löwe frisst Gams (45′); Autor, Co-Regie zs. mit Edmund Ballhaus, Göttingen – IWF Göttingen 1992
- Die Familie Cramer-Kett (45′, Reihe Bayerische Industriepioniere); Autor, Regie – BR 2000
- Josef Anton von Maffei (45′, Reihe Bayerische Industriepioniere); Autor, Regie – BR 2001
- Der Eiskönig Carl von Linde (45′, Reihe Bayerische Industriepioniere); Autor, Regie – BR 2002
- Die Mesner (45′, Stationen); Autor, Regie – BR 2003
- Georg Friedrich von Reichenbach (45′, Reihe Bayerische Industriepioniere); Autor, Regie – BR 2004
- Sachrang – ein Dorf in den Bergen (45′, Reihe Menschen in Bayern); Autor, Regie – BR 2006
- Die Welt der Familie Neureuther (45′, Unter unserem Himmel); Autor, Regie – BR 2008
- Josefs Bayerwald Passion (45′, Lebenslinien v. Josef Eder); Autor, Regie – BR 2009
- Vom Lärm der stillsten Zeit (45′, Stationen); Autor, Regie – BR 2010
- Das gute Gewissen der Bierstadt München (45′); (Ferdinand Schmid von der Augustiner-Brauerei); Autor, Regie – Edith-Haberland-Wagner-Stiftung 2011
- Heimat selbst geschneidert (45′, Lebenslinien v. Shida Akbari); Autor, Regie – BR 2013
- Von lauten und leisen Tönen (45′, Lebenslinien v. Traudi Siferlinger); Autor, Regie – BR 2018
- Einsatz in den Bergen (45′, Lebenslinien v. Wast Pertl); Autor, Regie – BR 2020

## Veröffentlichungen (Auswahl)
- „SACHRANG. EINE CHRONIK AUS DEN BERGEN“. DIE GESCHICHTE VOM MÜLLNER-PETER ALS FILMSTOFF, S. 133–150. In: Arbeitskreis Müllner-Peter von Sachrang, Die Zeit des Müllner-Peter von Sachrang, Rosenheim 1993. ISBN 3-475-52755-3
- DER „FANDERL-STRICK“. EINFÜHRUNG UND VERBREITUNG EINES TRACHTENATTRIBUTES IN UNSERER ZEIT. Passauer Studien zur Volkskunde, Band 13, Hrsg. von Walter Hartinger, Passau 1997. ISSN 0936-675X
- „HEIMAT SEHEN – BAYERN-BILDER IM BAYERISCHEN RUNDFUNK“, S. 176–195. In: Der Ton, das Bild. Die Bayern und ihr Rundfunk 1924–1949–1999. Hrsg. v. Margot Hamm, Bettina Hasselbring und Michael Henker. München 1999.  ISBN 3-927233-66-8
- ASCHAU UND SACHRANG ALS HEIMATFILMKULISSE, S. 421–431. In: Die Herrschaft Hohenaschau und das Priental. Chronik Aschau i. Ch. (Gesamtband). Hrsg. v. der Gemeinde Aschau i. Ch. mit Unterstützung des Heimat- und Geschichtsvereins. Aschau 2003.  ISBN 3-00-012773-9.
- VON DEN CHIEMSEE-MALERN ZU WWW.CHIEMSEE.DE. ZUR ENTWICKLUNG DES FREMDENVERKEHRS IM OBEREN PRIENTAL, S. 621–647. In: Die Herrschaft Hohenaschau und das Priental. Chronik Aschau i. Ch. (Gesamtband). Hrsg. v. der Gemeinde Aschau i. Ch. mit Unterstützung des Heimat- und Geschichtsvereins. Aschau 2003. ISBN 3-00-012773-9.
- TOURISMUS IM PRIENTAL. VON DEN CHIEMSEE-MALERN ZU WWW.CHIEMSEE.DE. Chronik Aschau i. Ch., Band XXI., Aschau 2004.
- SACHRANG – EINE HOTELCHRONIK AUS DEN BERGEN. EIN DORF IM AUFBRUCH (in Zusammenarbeit mit Monika Pfaffinger), In: Heimat gestalten – Bürger übernehmen Verantwortung. Bd. 3 Heimatpflege in Bayern. Schriftenreihe des Bayerischen Landesvereins für Heimatpflege. ISBN 3-931754-53-7
- VOM FANDERL-STRICK ZUM FANDERL-WEB. GEDANKEN EINES VOLKSKUNDLERS BEIM BAYERISCHEN RUNDFUNK, S. 9–15. In: Historische Volkskunde in Niederbayern. Reflexionen auf Walter Hartinger. Hrsg. Winfried Helm und Manfred Seifert. Passau 2015 ISBN 978-3-86328-137-3
- DER MYTHOS MÜLLNER-PETER IN SACHRANG, S. 17–25. In: Dorf – Musik – Leben. Neue Perspektiven auf den Müllner-Peter von Sachrang. Hrsg. v. Margot Hamm, Florian Sepp, Corinna Spieth-Hölzl, Elmar A. Walter. Reihe MusikLeben, Bd. 6 zugleich Volksmusikarchiv des Bezirks Oberbayern, Quellen und Schriften zur Volksmusik, QVS 22 in Zusammenarbeit mit der Gde. Aschau i. Chiemgau. München 2018. ISBN 978-3-931754-79-2